# فلیکس بونفیلز

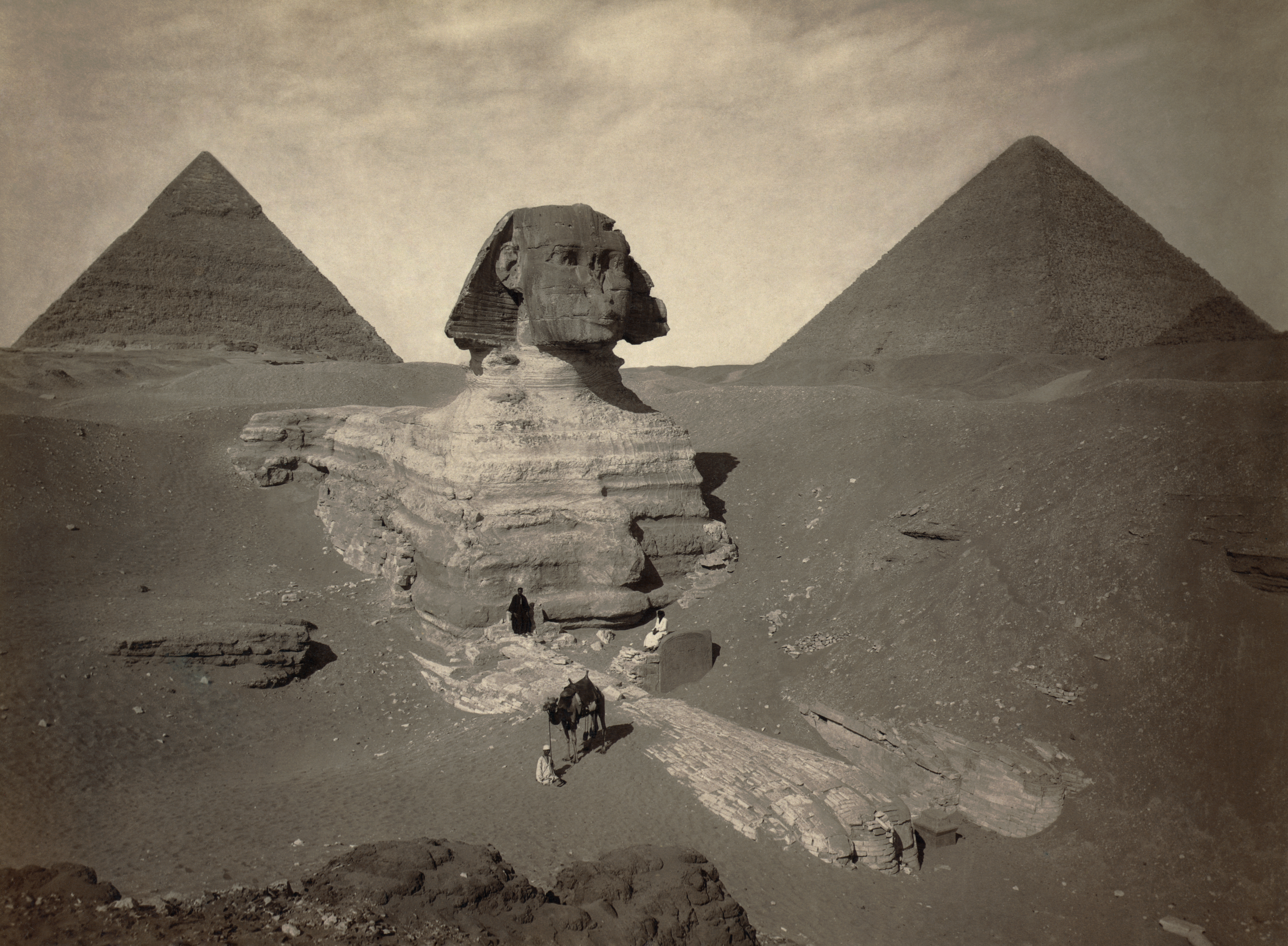
نگاره‌ای ثبت‌شده توسط فلیکس بونفیلز از ابوالهول بزرگ جیزه بین سال‌های ۱۸۶۷ و ۱۸۹۹ میلادی. در زمان ثبت نگاره هنوز بخشی از بدنهٔ ابوالهول زیر شن‌ها مدفون بوده است. دو هرم بزرگ از اهرام مصر در پشت سر تندیس ابوالهول مشاهده می‌شوند.

فلیکس بونفیلز (به فرانسوی: Félix Bonfils) عکاس فرانسوی در نیمهٔ دوم سده ۱۹ میلادی بود. فلیکس و همسرش لیدی در سال ۱۸۶۷ میلادی، یک آتلیه عکاسی در بیروت دایر کردند و عکس‌های تاریخی مهمی از فرهنگ و وضعیت زندگی مردمان خاورمیانه را ثبت کردند.

## نگارخانه

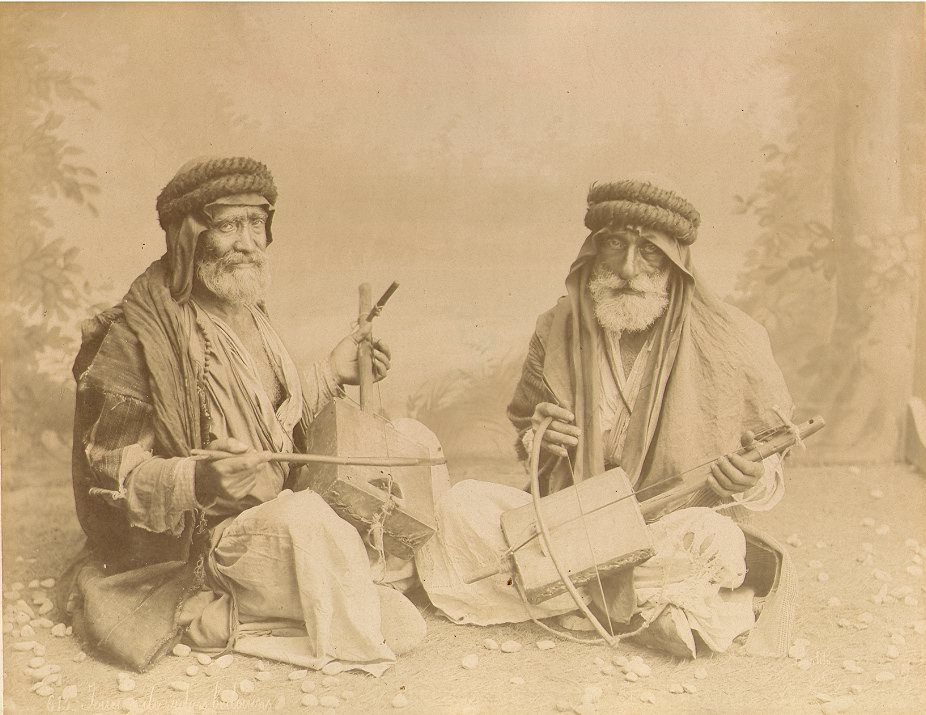
نوازندگان ویولن بادیه‌نشین، ۱۸۸۰
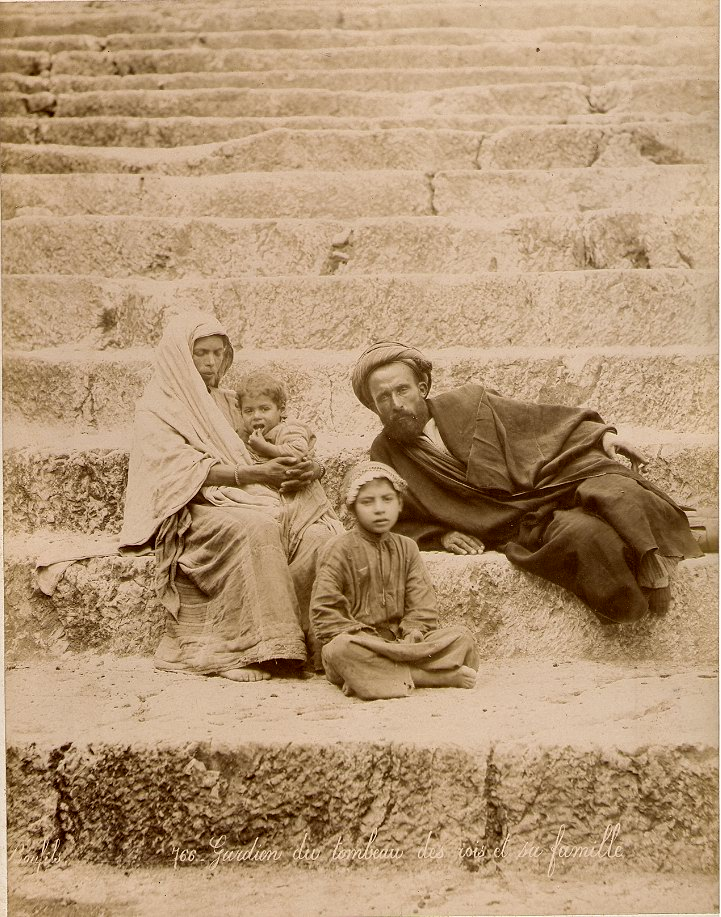
نگهبان گورستان و خانواده‌اش، حدود ۱۸۸۰
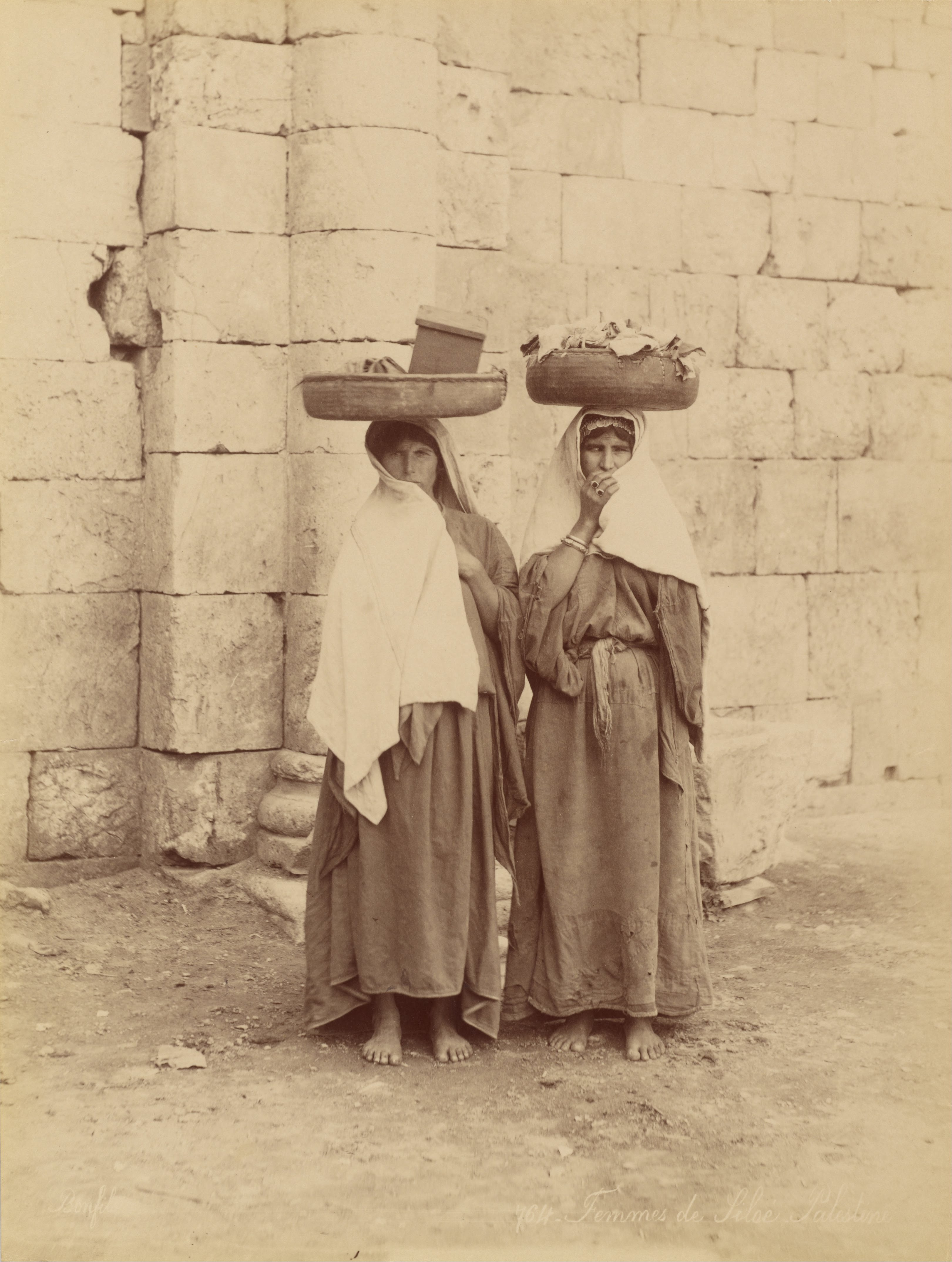
زنان سیلوی، فلسطین، ۱۸۸۰
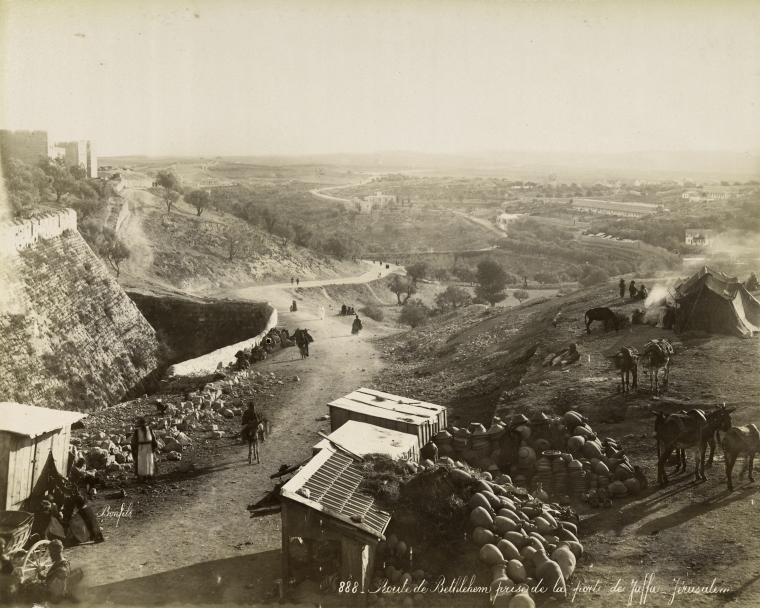
جاده به بیت لحم، ۱۸۸۰
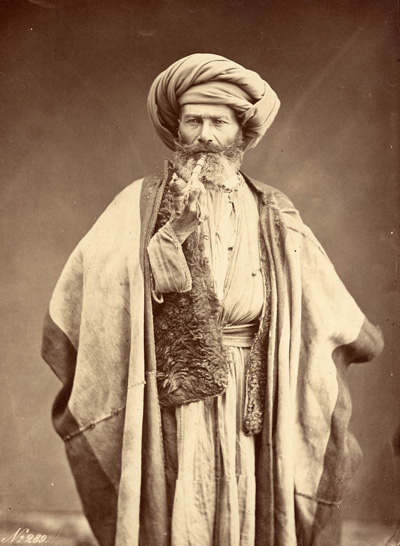
مرد عرب با پیپش، دهه ۱۸۸۰
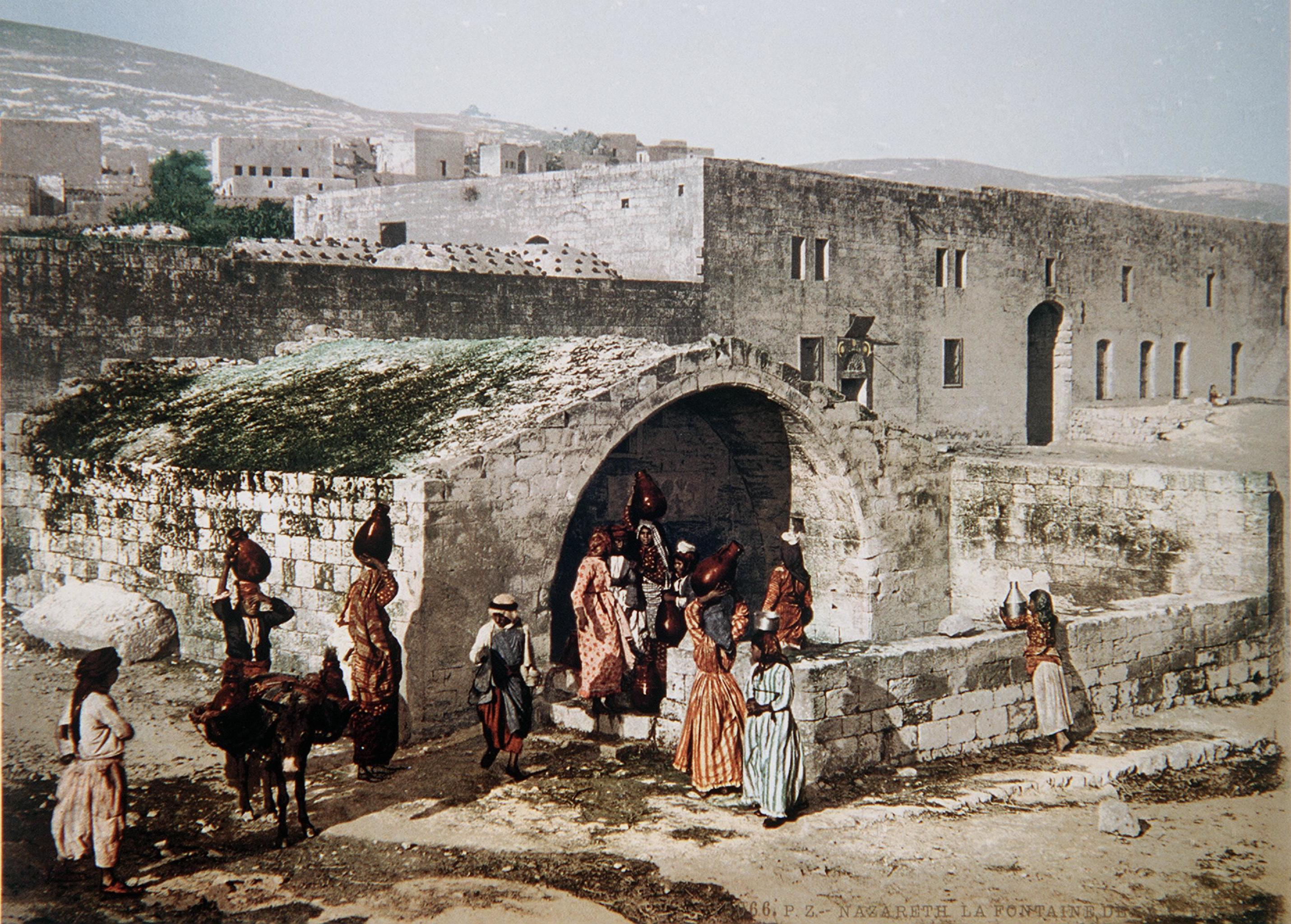
دیوار سنت ماری، ناصره، دهه ۱۸۸۰
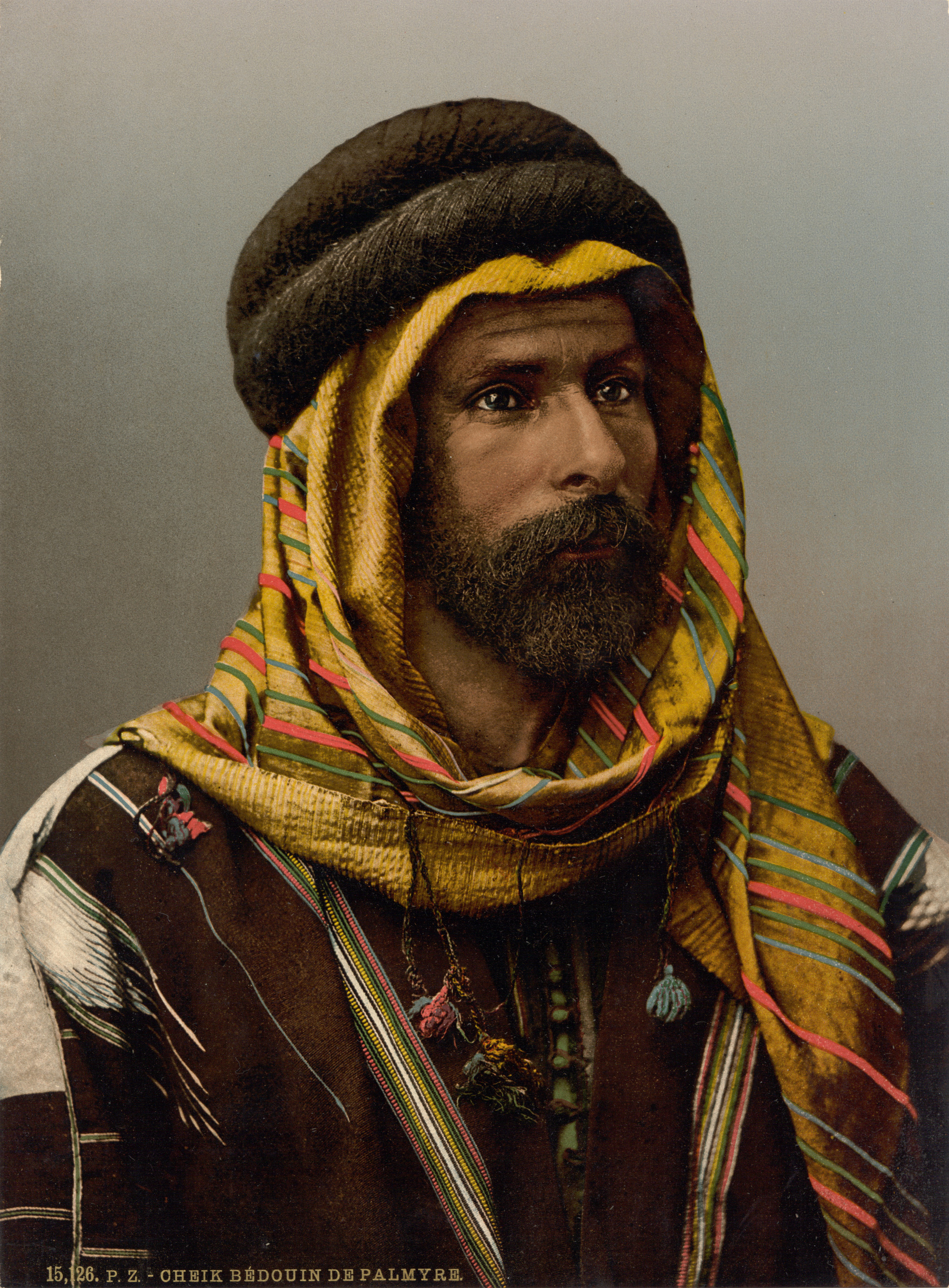
رئیس بادیه‌نشین پالمیرا، فتوکروم، دهه ۱۸۸۰
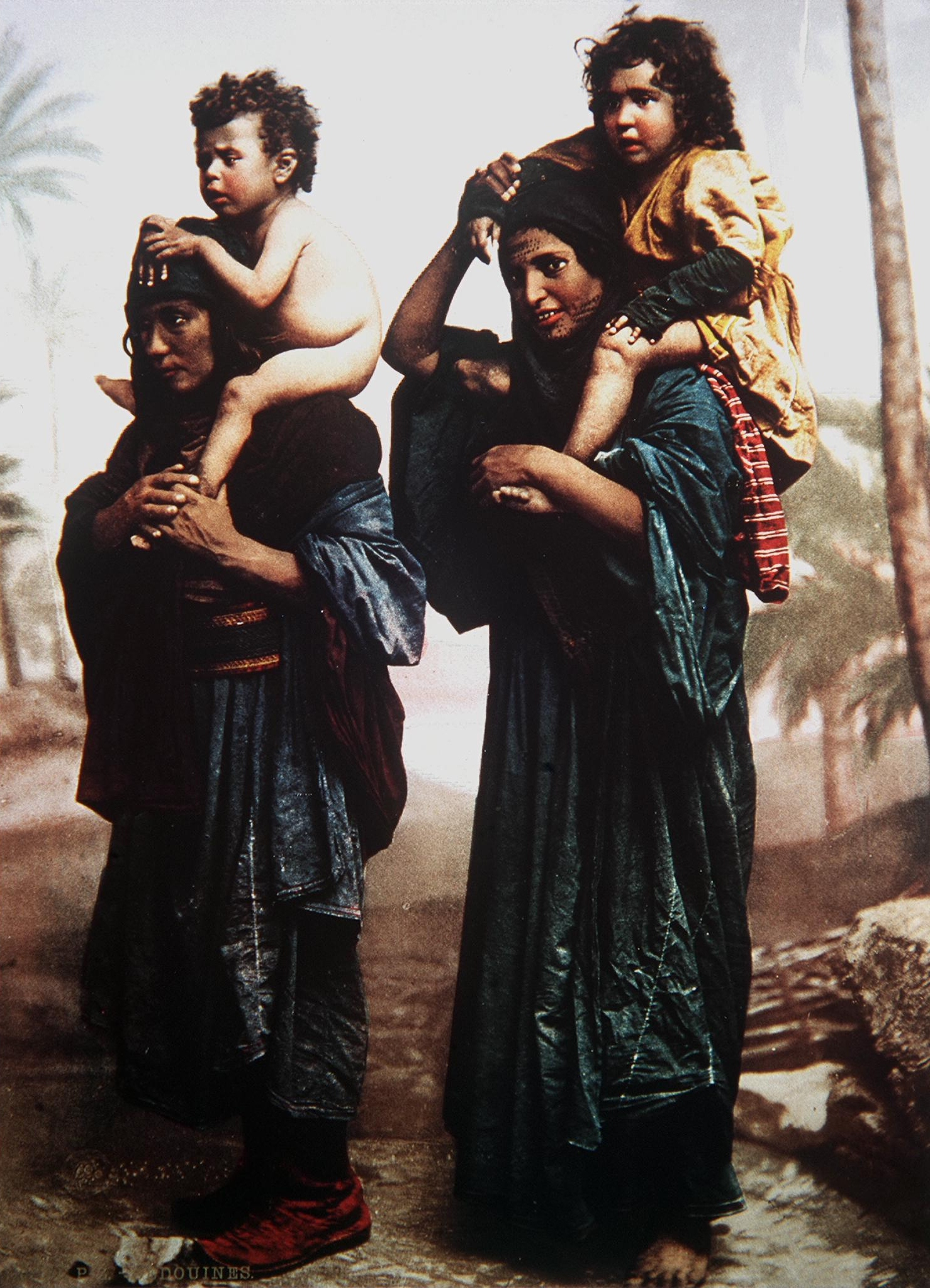
مادران بادیه‌نشین که فرزندان خود را حمل می‌کنند‌، فتوکروم، دهه ۱۸۸۰
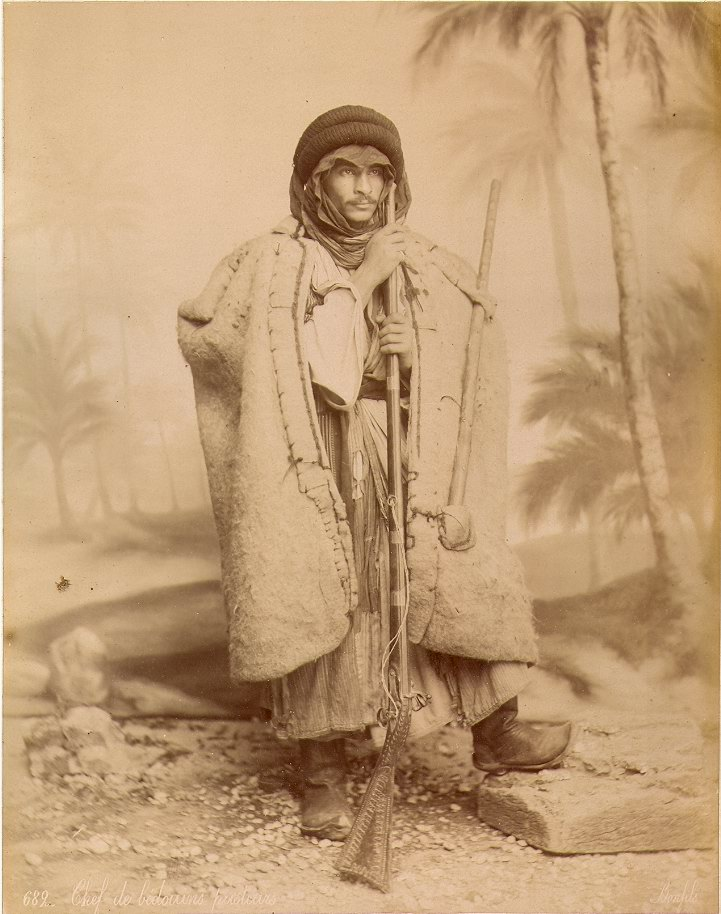
رئیس چوپانان بادیه‌نشین، دهه ۱۸۸۰
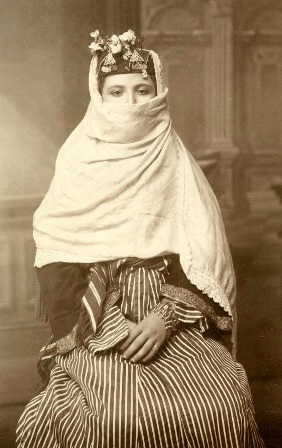
زنی از نابلس، بین ۱۸۶۷ و ۱۸۸۵
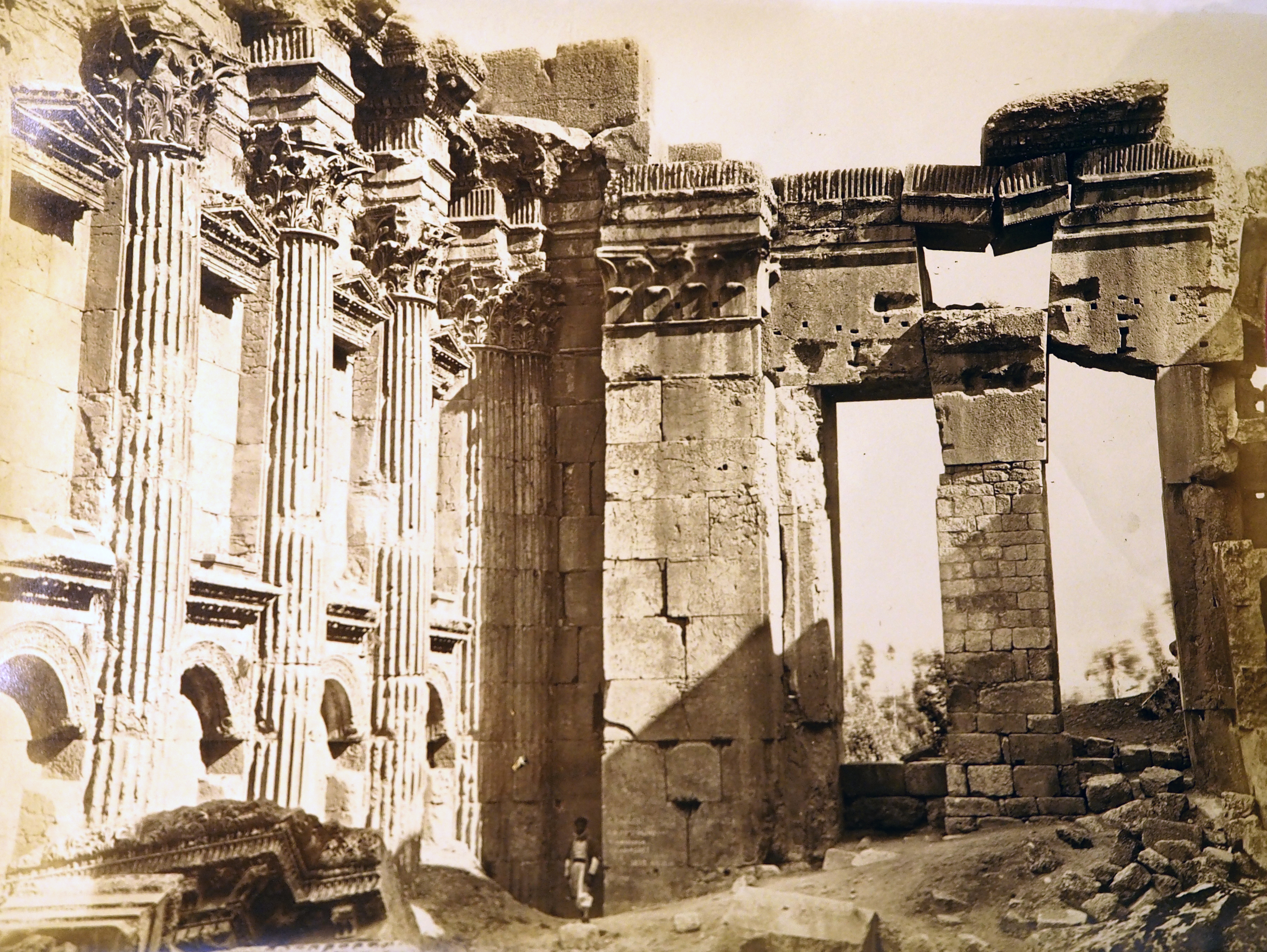
معبد ژوپیتروژین، بالس، سوریه، موزه هنر کلاسیک موژن